# Санта-Крус-ду-Капибариби
Санта-Крус-ду-Капибариби (порт. Santa Cruz do Capibaribe)  —  муниципалитет в Бразилии, входит в штат Пернамбуку. Составная часть мезорегиона Сельскохозяйственный район штата Пернамбуку. Входит в экономико-статистический  микрорегион Алту-Капибариби. Население составляет 50 319 человек на 2006 год. Занимает площадь 369,6 км². Плотность населения — 136,14 чел./км².

## История
Город основан 29 декабря 1953 года. 

## География
Климат местности: полупустыня.